# Paul Wendt (Maler)
Paul Wendt (* 24. April 1913 in Hamburg; † 23. März 1995 ebenda) war ein deutscher Maler, Grafiker und Bildhauer.

## Leben
Paul Wendt ist aufgewachsen in Hamburg während des Ersten Weltkriegs und in der Weimarer Republik. Nach der Schule erlernte er zunächst das Handwerk eines Malers und Lackierers. Anschließend besuchte er gegen den Willen seines Vaters von 1933 bis 1935 Abendkurse in Kunstmalerei an der damaligen Landeskunstschule, der heutigen Hochschule für bildende Künste Hamburg. Seine Lehrer dort waren Willi Titze und Rudolf Neugebauer.
Während des Zweiten Weltkriegs arbeitete er von 1940 bis 1942 im Hamburger Atelier des Werbegraphikers Ottomar Anton. Danach war er vorübergehend in Jena und Leipzig tätig.
Nach dem Krieg wurde Paul Wendt freischaffender Künstler. Er begründete sein eigenes Atelier in Hamburg - Eimsbüttel. Seinen Lebensunterhalt verdiente er durch Unterricht in Zeichnen und Kunstmalerei sowie bis 1978 mit Auftragsarbeiten für verschiedene Unternehmen, Behörden und Kirchen in Hamburg und im Umland. Als Bildhauer mit diversen Auftragsarbeiten in Kirchen und durch private Aufträge wie z. B. die damaligen Malereien bei Daniel Wischer in der Steinstrasse 15 in Hamburg machte er sich nicht nur national einen Namen. Durch seine "lila Kühe" wurde Paul Wendt die internationale Anerkennung zuteil. Fehlende finanzielle Mittel verhinderten jedoch eine Ausstellung in Venedig und den dazugehörigen internationalen Durchbruch. Bis heute sind unzählige Ölgemälde, Aquarelle, Grafiken und Zeichnungen im Besitz der Familie und namhafter Personen.
Paul Wendt war zweimal verheiratet (einmal verwitwet) und Vater von 10 Kindern.

## Werk
Das künstlerische Werk von Paul Wendt umfasst zahlreiche Arbeiten in verschiedenen konventionellen Maltechniken sowie der Bildhauerei. Die Themen seiner Bilder spiegeln überwiegend sein eigenes Lebensumfeld wider: norddeutsche Landschaften (u. a. Lüneburger Heide), Hamburger Stadtbilder, Stillleben und Porträts.
Sein Malstil wird in der Fachliteratur zwischen Spätimpressionismus und norddeutschen Expressionismus eingeordnet.